# Głogów
Głogów (in slesiano: Głogůw, in tedesco: Glogau, in ceco: Hlohov, in latino: Glogovia), capoluogo dell'omonimo distretto, è una città della Polonia, nella Bassa Slesia (già voivodato di Legnica), sulla riva sinistra del fiume Oder.
Si estende su una superficie di 45,11 km² e nel 2011 contava 69 608 abitanti (3.019,5 per km²). 

## Storia

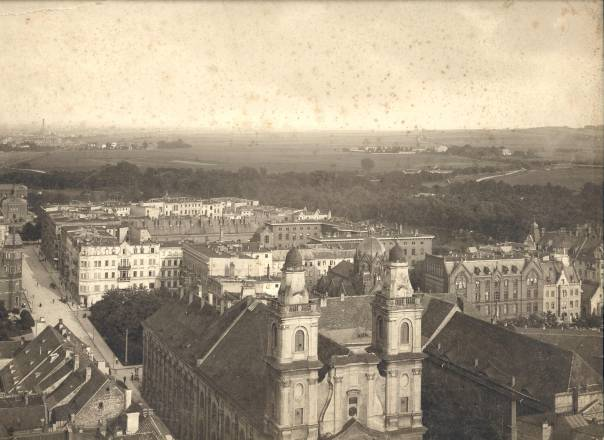
Głogów nel 1915

Menzionata per la prima volta agl inizi dell'XI secolo, è una delle città della Slesia più antiche: venne fortificata dai polacchi per difendersi dalle incursioni tedesche. Il più famoso dei combattimenti per Głogów fu la difesa polacca della città nel 1109 durante l'invasione tedesca. Nel XV secolo, il primo tipografo polacco Kasper Elyan e l'astronomo e filosofo polacco Giovanni di Glogovia nacquero a Głogów.
Dal 1506 fece parte del regno di Boemia, del quale fu una delle principali piazzeforti. Nel 1742, nel corso della guerra di successione austriaca, venne conquistata dopo un lungo assedio da Federico II e venne annessa alla Prussia. In epoca napoleonica fu sede di un'importante guarnigione francese che la presidiò fino all'aprile 1814, quando tornò alla Prussia e passò quindi alla Germania.
Gravemente danneggiata durante la seconda guerra mondiale, nel 1945 venne ceduta alla Polonia.

## Sport
La più importante squadra di calcio della città è Chrobry Głogów.

## Turismo
La cittadina è posta al 112º km del Sentiero regio polacco e ne rappresenta la tappa finale.

## Galleria d'immagini

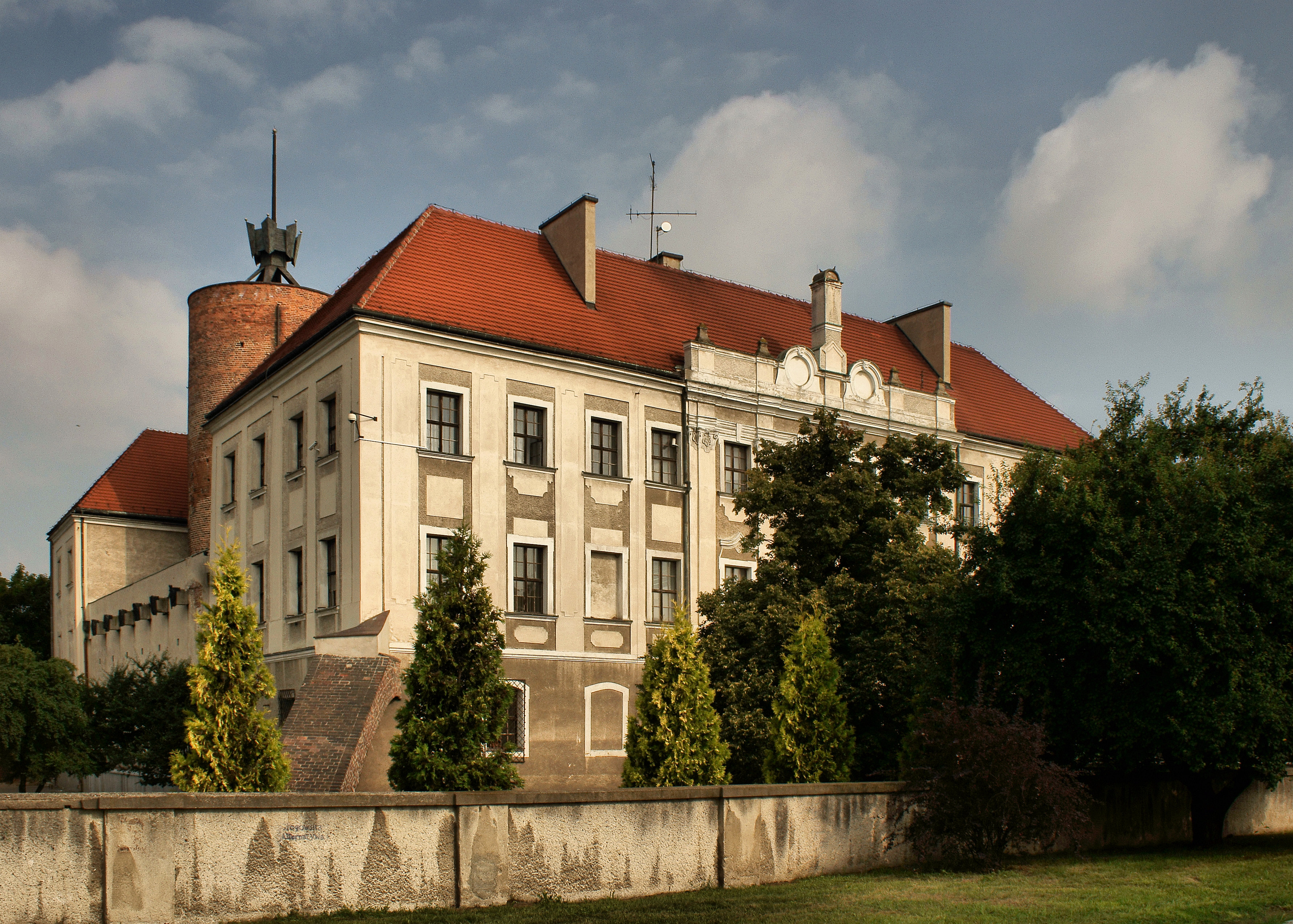
Castello
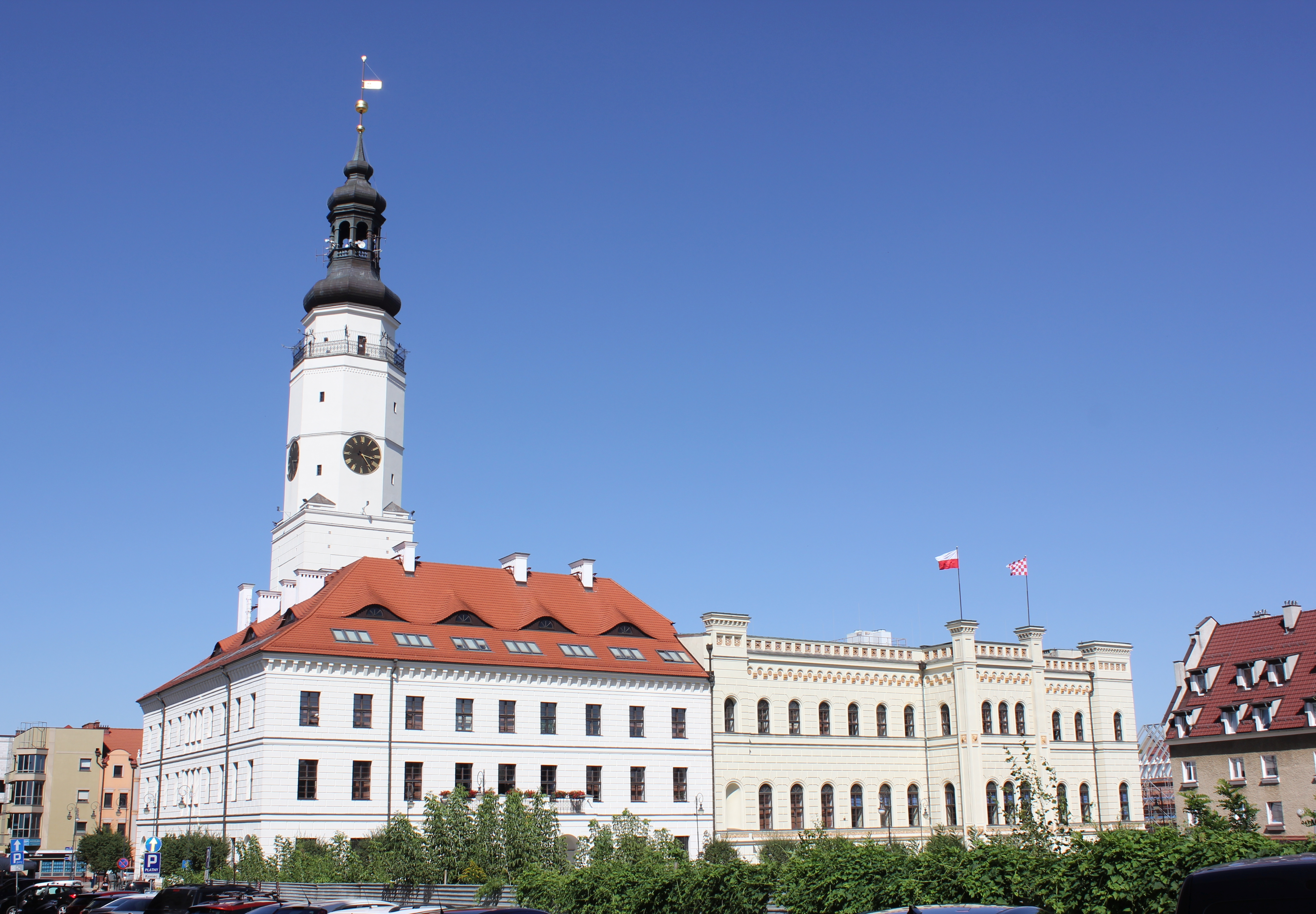
Municipio (Ratusz)
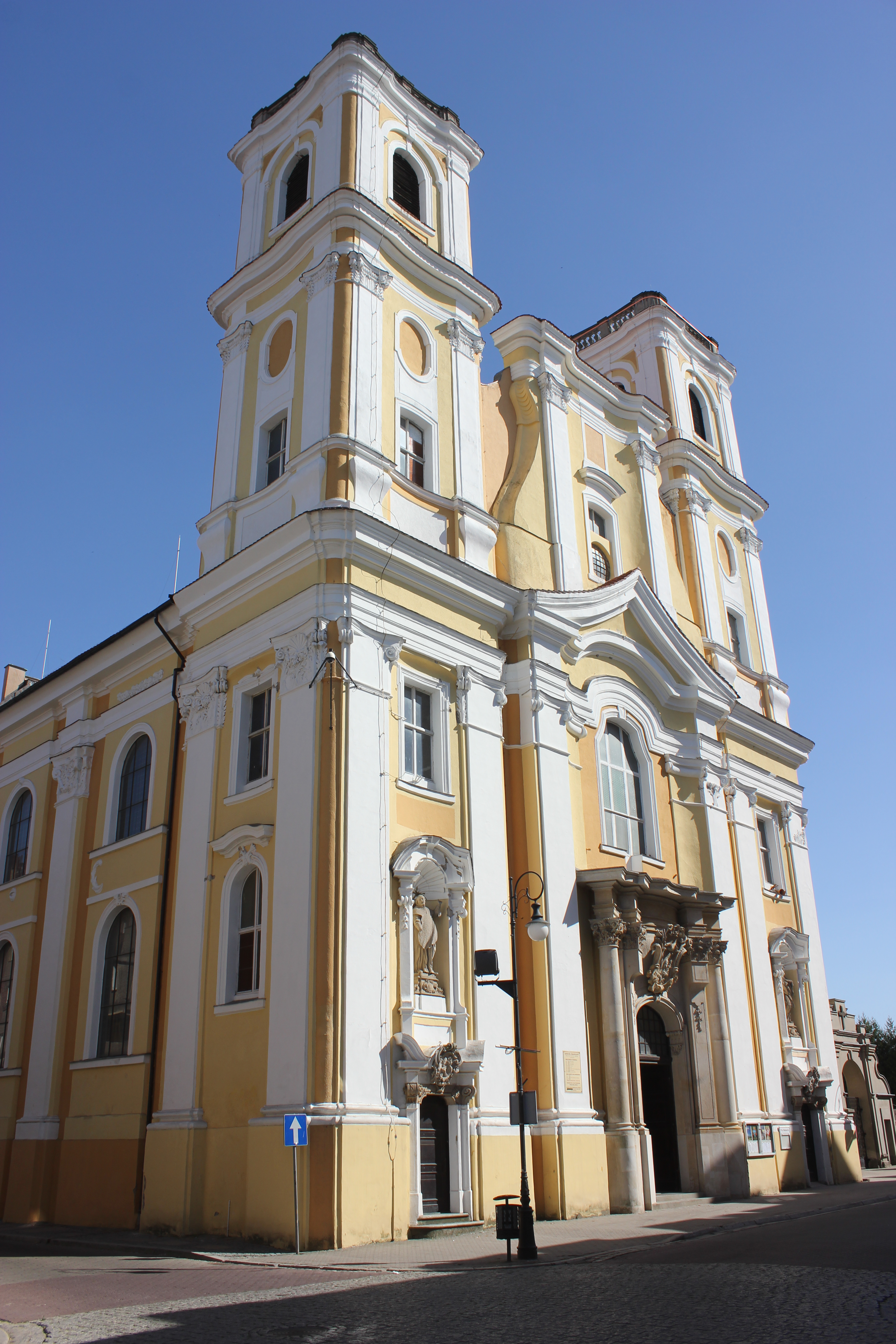
Chiesa del Corpus Domini
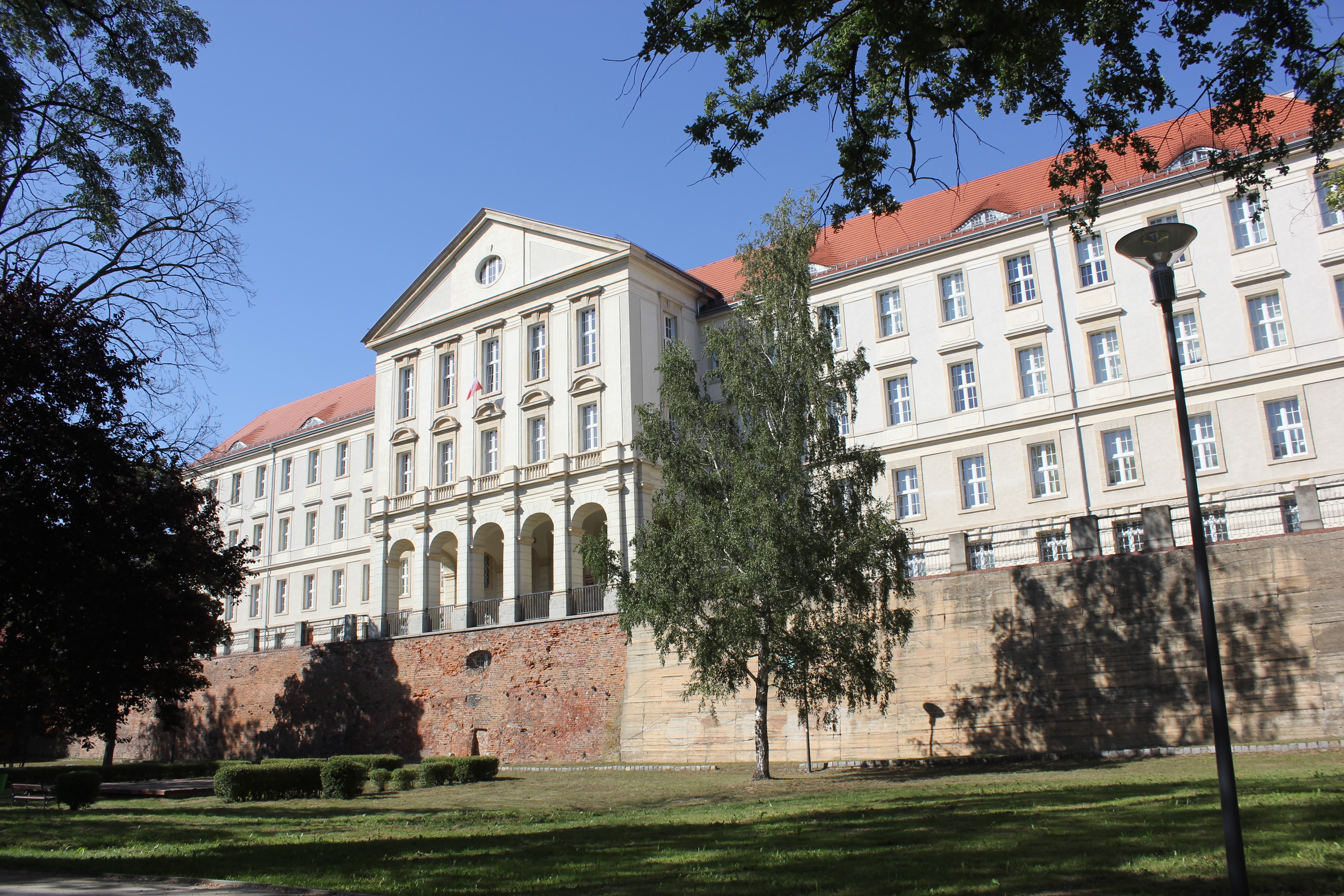
Tribunale distrettuale (Sąd Rejonowy)
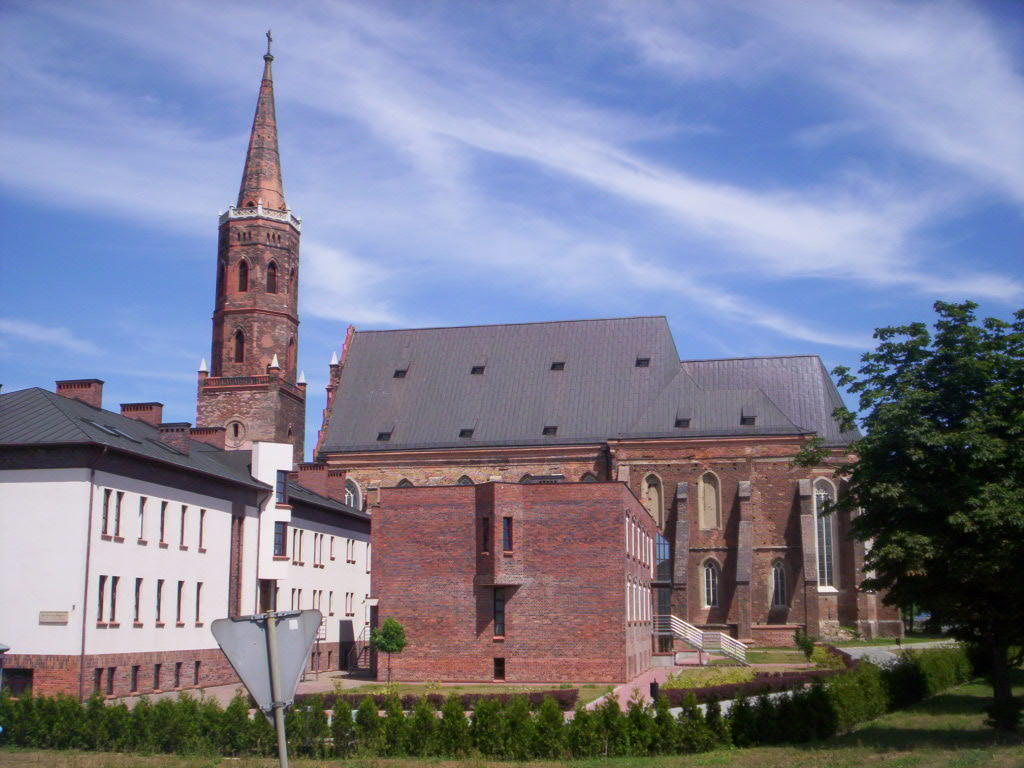
Collegiata dell'Assunzione della Beata Vergine Maria
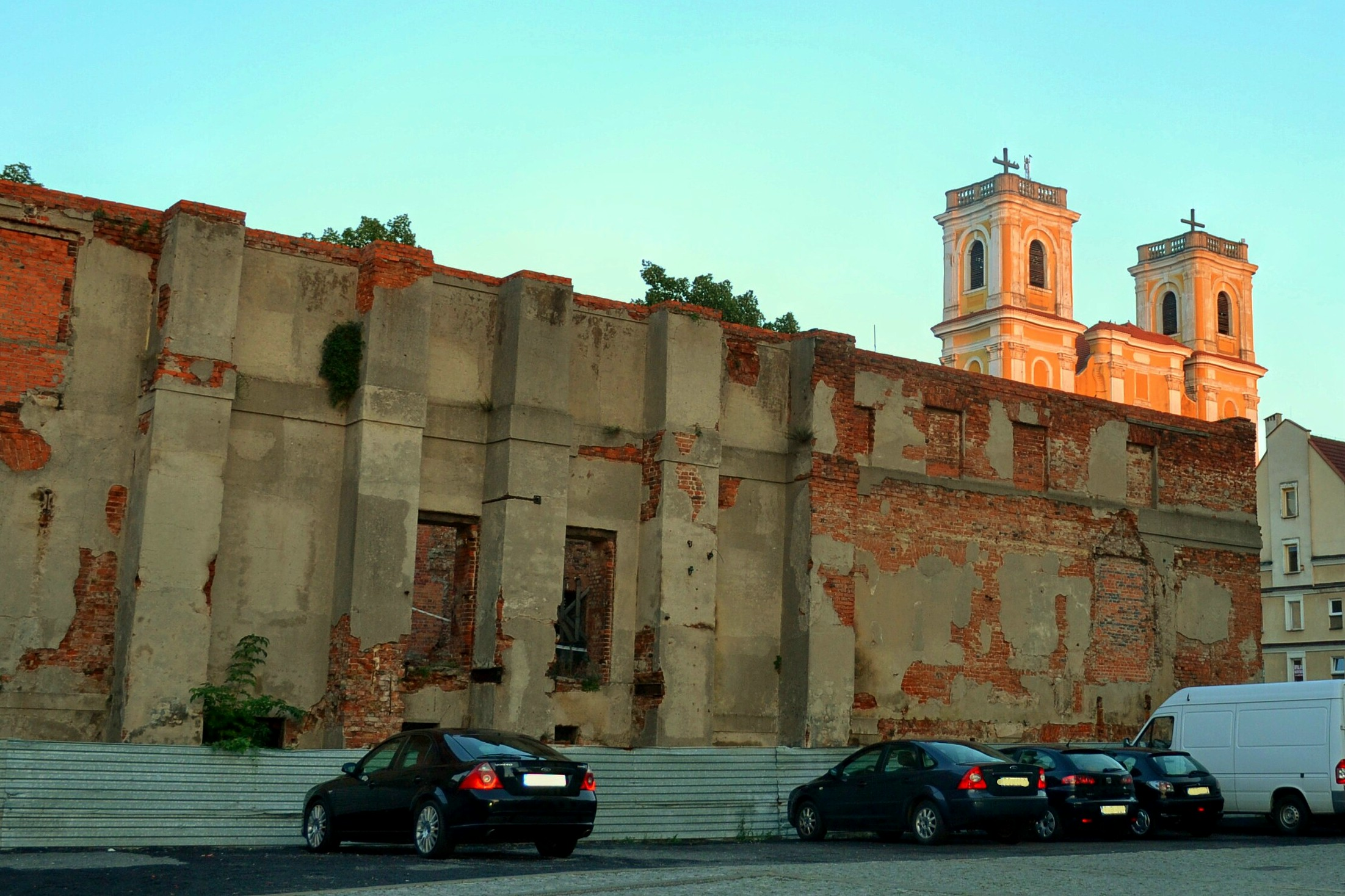
Rovine dell’ex teatro intitolato ad Andreas Gryphius